# 澳門會展中心
澳門會展中心（葡萄牙語：Centro de Convenções de Macau，縮寫MCC）是澳門的主要大型會議及展覽場地，位於澳門國際機場對面，金皇冠中國大酒店旁。於2013年8月1日正式開幕，澳門會展中心提供佔地3200平方米﹑樓高9米高的會展大堂，能容納超過100個展銷攤位。閣樓更設有240平方米的會議室，靈活性大，適合各類型之會展﹑團體會議﹑宴會等。亦可劃分為2個獨立出入口的宴會廳。為方便賓客參觀展會，更安排免費穿梭巴士由指定地點來往澳門會展中心及設有獨立停車場直接通往展廳。

## 設施
| 設施         | 位置      | 面積（平方米） |
| ------------ | --------- | -------------- |
| 多功能展覽廳 | 地下層R/C | 3216.30        |
| 貴賓室       | 地下層R/C | 3216.30        |
| 貨倉         | 地下層R/C | 3216.30        |
| 會議室1      | 1樓       | 349.60         |
| 會議室2      | 1樓       | 349.60         |

## 活動
- 2014年：第一屆海峽兩岸優良食品展
- 2014年：澳门台湾高等教育展
- 2016年：澳門飛鏢公開賽2016
- 2016年：櫻桃小丸子學園祭（澳門站）
- 2018年：農夫等錢洗世界巡迴演唱會(澳門站)
- 2018年：CESG X KOM全澳電競錦標賽&海峽兩岸暨港澳臺電競錦標賽2018
- 2018年：第一屆搖滾音樂會

## 接駁交通

### 輕軌
█  氹仔線機場站

### 巴士
T411 金皇冠中國大酒店（Hotel China Coroa Douro）
路線：37

### 其他交通
- 免費機場穿梭巴士
- 的士

## 外部連結
- 官方网站
- 澳門會展中心的Facebook專頁